# Shrinkflation
Unter Shrinkflation versteht man das Verkleinern der Portionierungsgrößen von Verbrauchsgütern oder das Abfüllen einer geringeren Menge, um Inflation zu verbergen. Der Begriff ist ein Kofferwort und setzt sich aus englisch shrink (schrumpfen) und dem Fachbegriff Inflation (aufblähen) zusammen. Verbreitet wird daher auch der Begriff Schrumpflation verwendet.

## Problematik
Bei den verbreiteten Warenkörben zur Bestimmung von Verbraucherpreisindizes wird von konkret definierten Produkten ausgegangen. Die Inflation kann aber nicht gemessen werden, wenn sich das Produkt unerwartet und nicht sichtbar verändert.
Solche Füllmengenänderungen („Mogelpackungen“) sind in Deutschland mit Stand 2023 nicht kennzeichnungspflichtig. In Brasilien gibt es hingegen ein Gesetz, das die Hersteller dazu verpflichtet, für mindestens sechs Monate gut lesbar auf der Packung anzugeben, dass sich die Füllmenge des Produktes geändert hat, und das sowohl in relativen als auch in absoluten Angaben. Eine solche Regelung wünschen sich Verbraucherschützer auch in Deutschland. Die abgedruckte Füllmenge im Kleingedruckten reiche in solchen Fällen nicht aus.

## Beispiel
In der Vergangenheit typisch war das Verkleinern von nicht gewichtsmäßig ausgewiesenen Produkten wie Brötchen.
Es gab die These, dass Shrinkflation im Vereinigten Königreich nach dem EU-Mitgliedschaftsreferendum 2016 verstärkt auftrat. Das Office for National Statistics (ONS) bestritt dies im Juli 2017.